# 塞巴赫河 (勞法赫河支流)
50°0′39.07″N 9°19′24.05″E / 50.0108528°N 9.3233472°E

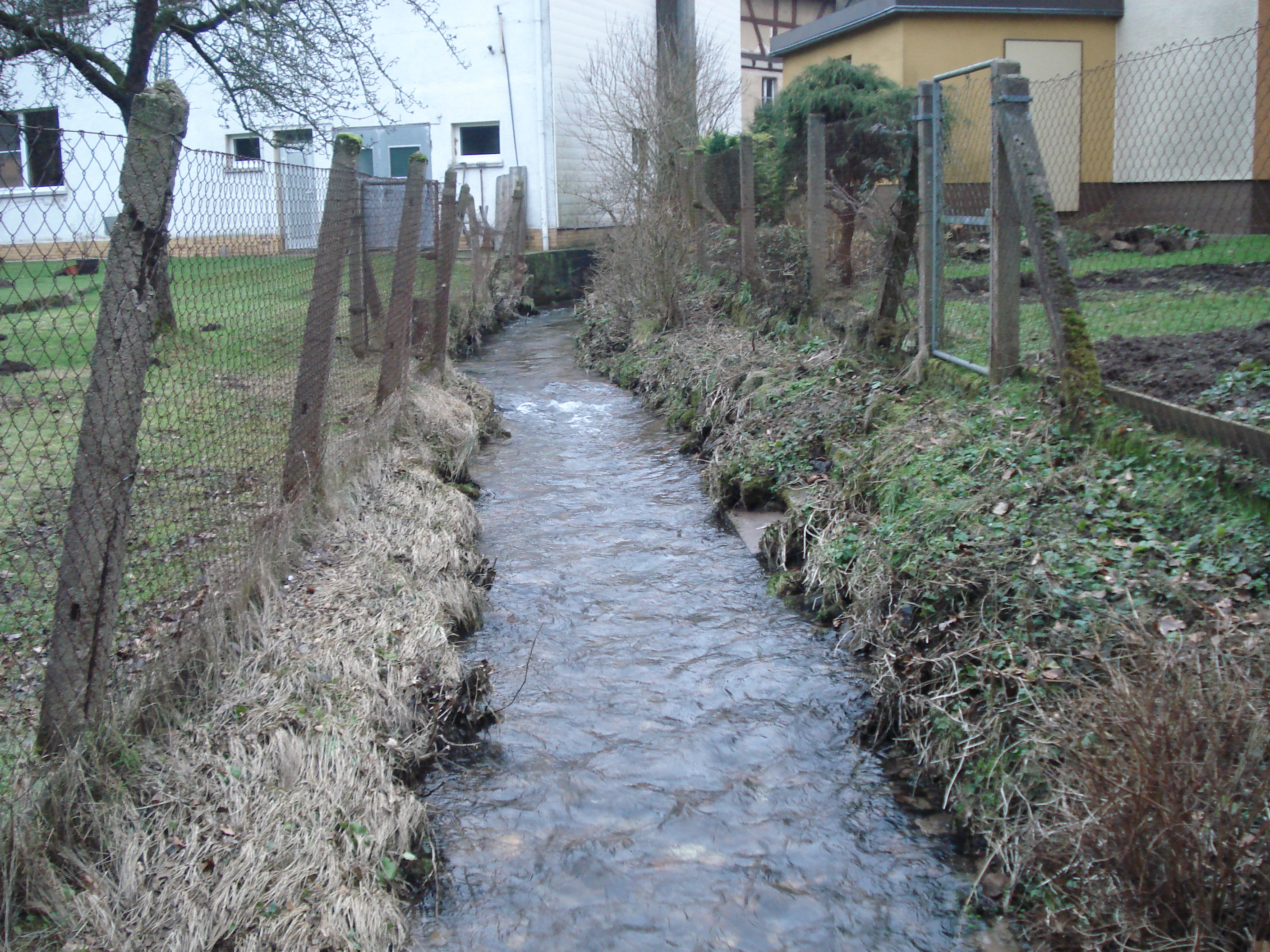

塞巴赫河（德語：Seebach），是德國的河流，位於該國東南部，由巴伐利亞負責管轄，屬於勞法赫河的左支流，河道全長3.9公里，流域面積7.8平方公里。